# Наш запах
«Наш запах» (англ. The Smell of Us) — французький фільм-драма 2014 року, поставлений режисером Ларрі Кларком. Прем'єра стрічки відбулася 31 серпня 2014 на 71-му Венеційському кінофестивалі 2014 року.

## Сюжет
В центрі сюжету розповідь про молодих паризьких скейтбордистів. Щодня вони зустрічаються у місті перед кафе позаду Токійського палацу навпроти Ейфелевої вежі. Вони люблять покататися, поблазнювати й напитися, не звертаючи уваги на любителів мистецтва навкруги. Вони нерозлучні, пов'язані заплутаними сімейними узами.
Головний герой Мат — світловолосий юнак привабливої зовнішності. Його мати має алкоголізм, а найближчий друг, такий же симпатичний юнак, небайдужий до Мета, адже підліток приваблює своїм приголомшливим п'янким запахом молодості. Сам Мат не відчуває душевних мук з приводу любовних переживань свого друга, який звів рахунки з життям. Байдужий він і до згубної схильності до випивки матері, і до своїх клієнтів — літніх і не дуже чоловіків, які платять за володіння його юним тілом…

## У ролях
| Лукас Йонеско       | ···· | Мат         |
| Даян Руксель        | ···· | Марі        |
| Тео Чолбі           | ···· | Пакман      |
| Г'юго Бехар-Тіньєре | ···· | JP          |
| Рян Бен Яйче        | ···· | Гійом       |
| Едріан Бінь Доан    | ···· | Мін         |
| Ларрі Кларк         | ···· | «Рок-зірка» |
| Терін Максім        | ···· | Тофф        |
| Валентин Чарльз     | ···· | друг Тоффа  |

## Визнання
| Нагороди та номінації фільму «Наш запах» | Нагороди та номінації фільму «Наш запах»                | Нагороди та номінації фільму «Наш запах» | Нагороди та номінації фільму «Наш запах» | Нагороди та номінації фільму «Наш запах» | Нагороди та номінації фільму «Наш запах» |
| Рік                                      | Кінофестиваль/кінопремія                                | Категорія/нагорода                       | Номінант                                 | Результат                                | Результат                                |
| ---------------------------------------- | ------------------------------------------------------- | ---------------------------------------- | ---------------------------------------- | ---------------------------------------- | ---------------------------------------- |
| 2014                                     | 71-й Венеційський кінофестиваль                         | Приз Venezia Classici                    | Наш запах                                | Номінація                                |                                          |
| 2014                                     | Паризький міжнародний ЛГБТ-кінофестиваль Chéries-Chéris | Гран-прі                                 | Наш запах                                | Перемога                                 | [ 8 ]                                    |
| 2014                                     | Талліннський кінофестиваль «Темні ночі»                 | Найкращий молодіжний фільм               | Наш запах                                | Номінація                                |                                          |